# ألان دوفي (عالم فلك)
ألان دوفي (بالإنجليزية: Alan Duffy)‏ هو عالم فلك بريطاني وأسترالي، ولد في 1983.

## وصلات خارجية
- الموقع الرسمي
- ألان دوفي على موقع IMDb (الإنجليزية)